# Facultad de Artes (Universidad de Antioquia)
| Ficha Técnica                                                                                |
| -------------------------------------------------------------------------------------------- |
| Nombre: Facultad de Artis                                                                    |
| Universidad: Universidad de Antioquia                                                        |
| Fundación: 1980                                                                              |
| Localización: Calle 67 N.º 53•108, Bloques 24 y 25, Ciudad Universitaria, Medellín, Colombia |
| Decano: Gabriel Mario Vélez Salazar                                                          |
| Vicedecano: Alejandro Tobón Restrepo                                                         |
| Sitio web: artes.udea.edu.co                                                                 |

La Facultad de Artes de la Universidad de Antioquia se encuentra ubicada en la ciudad de Medellín, Colombia. Es una unidad académica fundada en 1980, dedicada al estudio, la investigación, la producción, conservación y difusión de las disciplinas relacionadas con la música, las artes visuales y las artes representativas, las disciplinas del cuerpo y la gestión cultural. 
Ofrece programas de pregrado y posgrado, cuyo propósito es formar profesionales del arte, educadores, gestores culturales e investigadores altamente calificados; programas de educación continuada y programas preuniversitarios y de extensión en la modalidad de educación no formal, pretende ampliar la población relacionada con las artes, cualificar la apreciación artística y cumplir su compromiso con la sociedad a la cual se debe.

## Historia
A través de los años, la Facultad de Artes de la Universidad de Antioquia se ha consolidado como uno de los más destacados polos para el estudio, la producción, conservación y difusión de disciplinas como la Música, las Artes Representativas y las Artes Visuales.
La historia de la Facultad cuenta con evoluciones y sucesos que han estado muy atados a la vida cultural de Medellín y Antioquia. En 1953 se funda la Casa de la Cultura (establecimiento no universitario, con ayuda gubernamental) la cual ofrecía apoyo a los jóvenes de Medellín para canalizar sus habilidades artísticas.
En 1964 la Casa de la Cultura fue adscrita a la Universidad de Antioquia y allí pasó a trabajar como el Instituto de Artes Plásticas, que amparaba en su infraestructura tanto a estudiantes universitarios como a otros que, por no ser bachilleres, se inscribían a programas de un nivel inferior encaminados a las artes aplicadas.
A comienzos de los años sesenta, contemporáneo al Instituto de Artes Plásticas, el actual Departamento de Música se desarrollaba en el Conservatorio de Medellín, en el cual se enseñaba teoría musical e instrumento.
En 1968 se creó la Licenciatura en Educación Musical, impartida en acuerdo con la Facultad de Educación, carrera que desde 1970 permanecería a cargo de la Facultad de Artes con el traspaso del Conservatorio a la Ciudad Universitaria.
En 1972 empezó a funcionar un taller de teatro, que se establecería como carrera académica en 1975, que después se fusionaría en lo que se conocería como: Escuela de Música y Artes Representativas. Para 1980 el Instituto de Artes Plásticas evolucionó en el Departamento de Artes Visuales y se unió al Departamento de Música y a la Sección Teatro para formar la Facultad de Artes, concretado en el acuerdo superior N.º 5, del 21 de agosto del mismo año, decretado por la Universidad de Antioquia.
A partir de aquel momento, la Facultad de Artes se ha establecido como un importante centro de producción artística, del cual sus alumnos, profesores y egresados cuenta con altos niveles profesionales y académicos, destacándose en el Departamento de Antioquia, en Colombia en general, e incluso en el ámbito internacional gracias a su trabajo en el mundo artístico de la creación, la docencia, la investigación, la promoción cultural, la promoción académica y la extensión.

## Gobierno
La Facultad está constituida por tres Departamentos Académicos: Música, Artes Visuales y Teatro los cuales tienen programas de pregrado y posgrado de carácter académico y profesional, además ofrecen cursos de servicio y desarrollan prácticas académicas. Están a cargo de un jefe asesorado por un Comité. En segundo orden cuenta con el Centro de Extensión, promoción y divulgación artística y cultural, y dos coordinaciones: Investigación y posgrados y un centro de documentación.
La Facultad está administrada por un decano, quien representa al rector en la Facultad y es designado por el Consejo Superior Universitario para períodos de tres años. Existe un Consejo decisorio en lo académico y asesor en los demás asuntos. Está integrado así: el Decano, quien preside, El Vicedecano, quien actúa como Secretario con voz y sin voto, el Jefe del Centro de Extensión, los tres jefes de Departamento, un egresado graduado designado por las asociaciones de egresados y que no esté vinculado laboralmente con la Universidad para un período de dos años, un profesor elegido por los profesores de la Facultad en votación universal, directa y secreta para un período de un año y un estudiante elegido por los estudiantes de la misma en votación universal, directa y secreta para un período de un año. El elegido puede cumplir los requisitos del representante estudiantil ante el Consejo Superior

## Investigación
Facultad cuenta con varios grupos que desarrollan investigaciones, los cuales son:
Grupo de Teoría e historia del arte en Colombia:
este grupo está reconocido por COLCIENCIAS en la Categoría A, 2006, fue creado en el 2001 y está integrado por profesores pertenecientes a diferentes áreas del conocimiento de las ciencias sociales: historiadores del arte, filósofos y artistas. Está adscrito a la Facultad de Artes y pertenece también al Instituto de Filosofía de la Universidad de Antioquia. El grupo reúne estudiosos de disciplinas como la teoría e historia del arte y la filosofía, con el fin de constituir un núcleo de trabajo con eco nacional e internacional que pueda intercambiar sus resultados con colegas de diversas regiones, incluyendo el exterior. 
Catalogar lo que se ha generado en el país en las diversas disciplinas de la teoría del arte para tenerlo como iniciación de un trabajo ordenado y sistemático articulando los resultados de los estudios filosóficos con la práctica artística y con la evaluación e interpretación de su impacto cultural.
- Líneas de Investigación
  - Estética y Teoría del Arte
  - Historia y crítica del arte
  - Manifestaciones y Problemas del Arte en Colombia
  - Problemas disciplinares de la historia del arte

Grupo Hipertrópico, convergencia entre arte y tecnología: este grupo está reconocido por COLCIENCIAS y aún no ha sido categorizado, fue creado en el año 2008, busca promover y difundir procesos y metodologías de trabajo creativos, investigativos, pedagógicos y académicos interdisciplinarios, basados en la utilización de las Tecnologías para la Información y la Comunicación (TIC).
Interesado en dar respuesta al nivel de progreso y estado en el cual se encuentran las TIC en nuestro medio, Hipertrópico, desde la creación formal y la reflexión conceptual, desarrolla propuestas visuales e interfaces interactivas que se enmarcan en los cuestionamientos, necesidades y nuevas estéticas locales; por esto, busca y facilita el establecimiento de diálogos con otras comunidades académicas que promuevan el arte desde espacios interactivos, visuales y digitales.
Anualmente el grupo propone y desarrolla el evento académico y expositivo Ecologías Digitales como espacio de encuentro y diálogo interdisciplinario entre artistas, profesionales de la creación multimedial, investigadores, profesores, estudiantes y público en general interesados en las apropiaciones tecnológicas para el desarrollo audiovisual e interactivo en el acontecer social y cultural contemporáneo.
- Líneas de Investigación
  - Interactividad y Realidad Aumentada
  - Software Libre

- Investigaciones
  - Confesionarios (2012)
  - Interactividad y Realidad Aumentada. Obra En Tránsito: El Vértigo de Vivir (2008-2011)
  - Imagen Digital y Educación Artística: Una propuesta pedagógica (2010-2011)
  - Apoyo al proyecto Chatãee: “bien estar, estar contento” (Tikuna) (2011)

- Semilleros de Investigación
  - Fotografía Experimental
  - Exploración y Creación 3D
  - Programación y Realidad Aumentada
  - Creación Sonora

Grupo Valores Musicales Regionales: este grupo está reconocido por COLCIENCIAS en la Categoría A, 2006, fue creado en 1991 y está compuesto por etnomusicólogos, pedagogos musicales, compositores, arreglistas, intérpretes y profesionales de áreas afines y está adscrito a la Facultad de Artes de la Universidad de Antioquia.
Bajo su cargo opera el Fondo de Documentación de Músicas Regionales, macroproyecto costeado por medio de recursos de la Estampilla Universidad de Antioquia, el cual cumplió ya su segunda fase de desarrollo. Esta unidad de información está enfocada a la recepción, cuidado, ordenamiento, estudio y divulgación de material de las culturas musicales de Colombia y el continente.
Desde el 2003, el Grupo acoge el “Concierto Encuentro de Cuerdas Tradicionales Colombianas”, evento realizado desde 1995 en la desaparecida Escuela Popular de Arte. Este se instituye como un medio de intercambio entre intérpretes y agrupaciones musicales en un evento artístico-cultural, como eje para la transmisión y desarrollo de las cuerdas andinas en la ciudad de Medellín y el departamento de Antioquia. El grupo se enfoca en aportar a la identificación, registro, valoración crítica, reapropiación creativa, desarrollo y difusión de las expresiones que definen las culturas musicales de América Latina y el Caribe, con énfasis en la diversidad cultural colombiana.
- Líneas de Investigación
  - Música indo y afroamericanas
  - Música – identidad y cambio cultural
  - Música – educación – cultura
  - Archivos de músicas regionales: problemática y perspectivas en América Latina.

Grupo Semillero para la Investigación Interdisciplinaria en Artes (SIFA): este grupo está en fase de formación. Tiene como objetivo de aportar el objeto de investigación en las artes, sobre lo que compone la realidad artística y los elementos de ese entorno que pueden ser problematizados, esto es, ser objeto de investigación. En la investigación desarrollada por el SIFA comprende un periodo significativo en experiencias de investigación en artes en Colombia. Este objeto es diverso y trabaja principalmente sobre la obra misma en su relación con la técnica y el campo conceptual del arte, en segundo lugar sobre la relación conceptual con la historia, las psicología, la sociología y la filosofía y en tercer lugar sobre el problema de la enseñanza y aprendizaje de las artes. Esto significa que las preguntas, en tanto problemas, en las artes se enuncian a partir de los espacios que se acaban de señalar e intentan resolver temas que tienen que ver con su historicidad, con la estética, con la construcción social del arte, con los transcursos sicológicos propios del conocimiento artístico y con su enseñabilidad.

Grupo Semillero de Investigación en Teatro(SITE): este grupo está en fase de formación. El grupo busca lograr el perfeccionamiento en la comprensión de los conceptos que técnica, estética y prácticamente comporta la investigación. Igualmente se busca estimular en la comunidad académica del Departamento de Teatro, especialmente la estudiantil, el interés por la investigación para desarrollar un proyecto de investigación en teatro de tipo práctico.

## Programas
Pregrado
- Música - Instrumento
- Música - Canto
- Licenciaturas 
  -     - En Educación Básica Artes Representativas
    - En Educación Básica en Danza
    - En Educación Básica en Música
    - En Educación Artes Plásticas
- Gestión cultural Artes Representativas
- Artes Plásticas

Posgrado
- Maestría en Historia del Arte
- Especialización en Gestión y Promoción Cultural
- Especialización en Creación Fotográfica
- Especialización en Artes

## Publicaciones
La Facultad de Artes cuenta con dos publicaciones seriadas:
- Artes, la Revista, de publicación semestral y que actualmente cuenta con 12 números. La revista es un medio de proyección de la Universidad y de la Facultad que tiene el objetivo de exponer e intercambiar ideas, discutir de temas del campo del arte y la cultura e impulsar la creación.
- Cuadernos de Arte y Pedagogía, de publicación bimestral y que actualmente cuenta con 4 números. Los Cuadernos forman parte de la Línea Editorial de la Facultad de Artes. Es una publicación sencilla concebida para socializar dentro de la comunidad académica las reflexiones que el ejercicio de la pedagogía suscita en los docentes de los distintos campos de las artes.